# Ophiocoma pumila
Ophiocoma pumila är en ormstjärneart som beskrevs av Christian Frederik Lütken 1856. Ophiocoma pumila ingår i släktet Ophiocoma och familjen Ophiocomidae. Inga underarter finns listade i Catalogue of Life.